# Pałac w Żorach
Pałac w Żorach – zabytkowy pałac wybudowany w XVII w. Baranowicach, obecnie dzielnicy Żor. 
W XIX w. został przebudowany przez Emila von Duranta. 
W latach 90. XX w. budynek był niezagospodarowany i zaczął powoli popadać w ruinę. Do pałacu przylega rozległy park, w którym rośnie kilkadziesiąt dębów będących pomnikami przyrody. W 2023 ukończono kompleksowy remont obiektu.

## Galeria

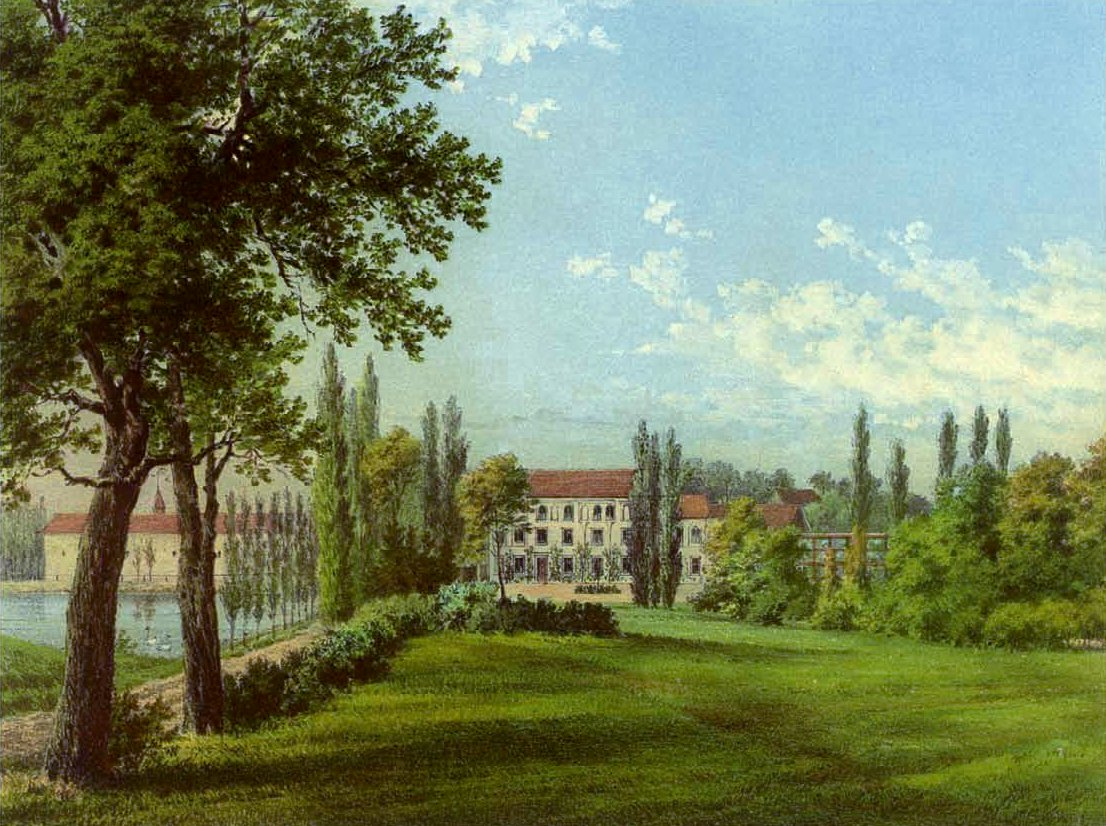
Pałac w XIX w. wg Aleksandra Dunckera
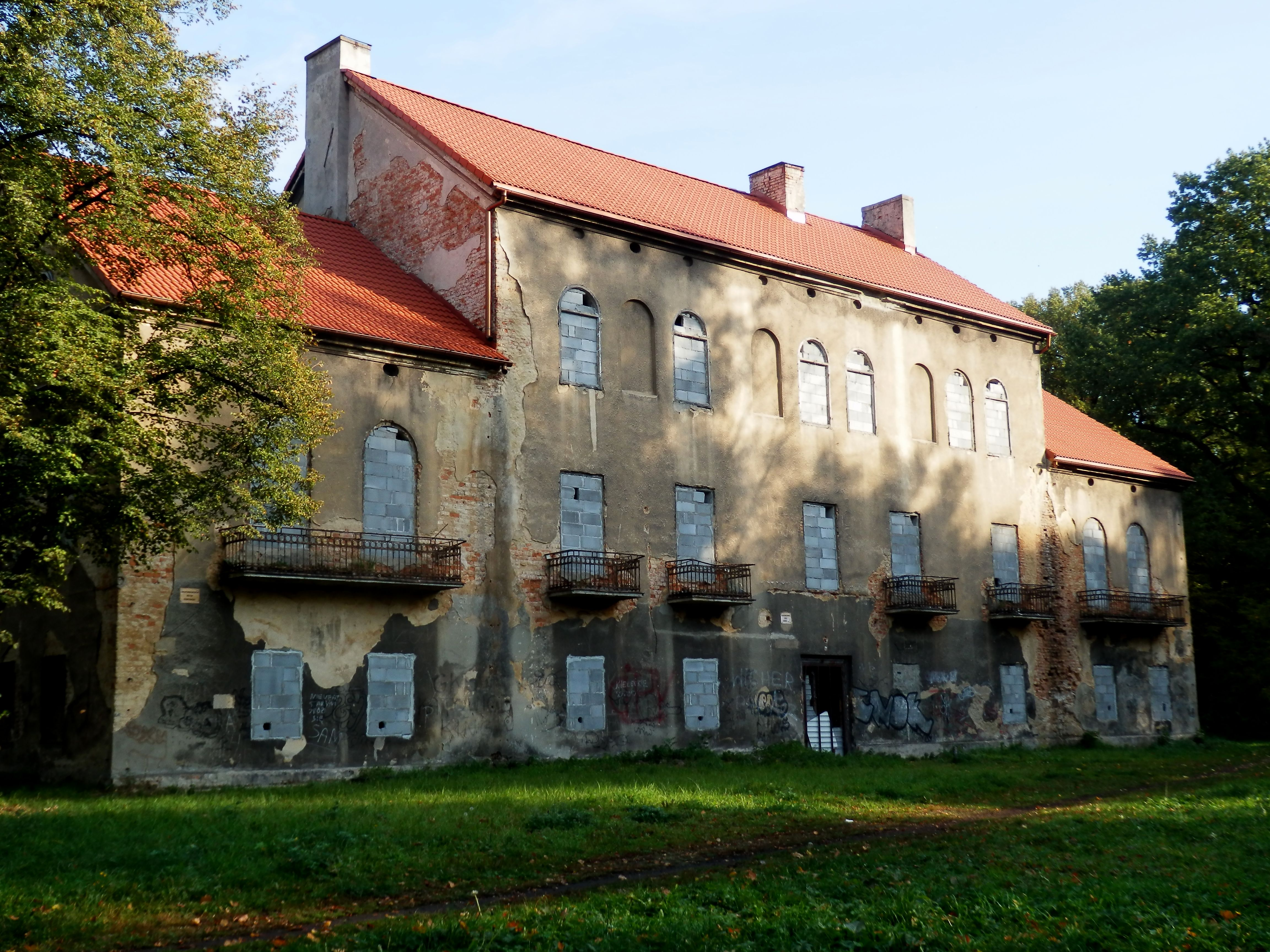
Pałac (2012)
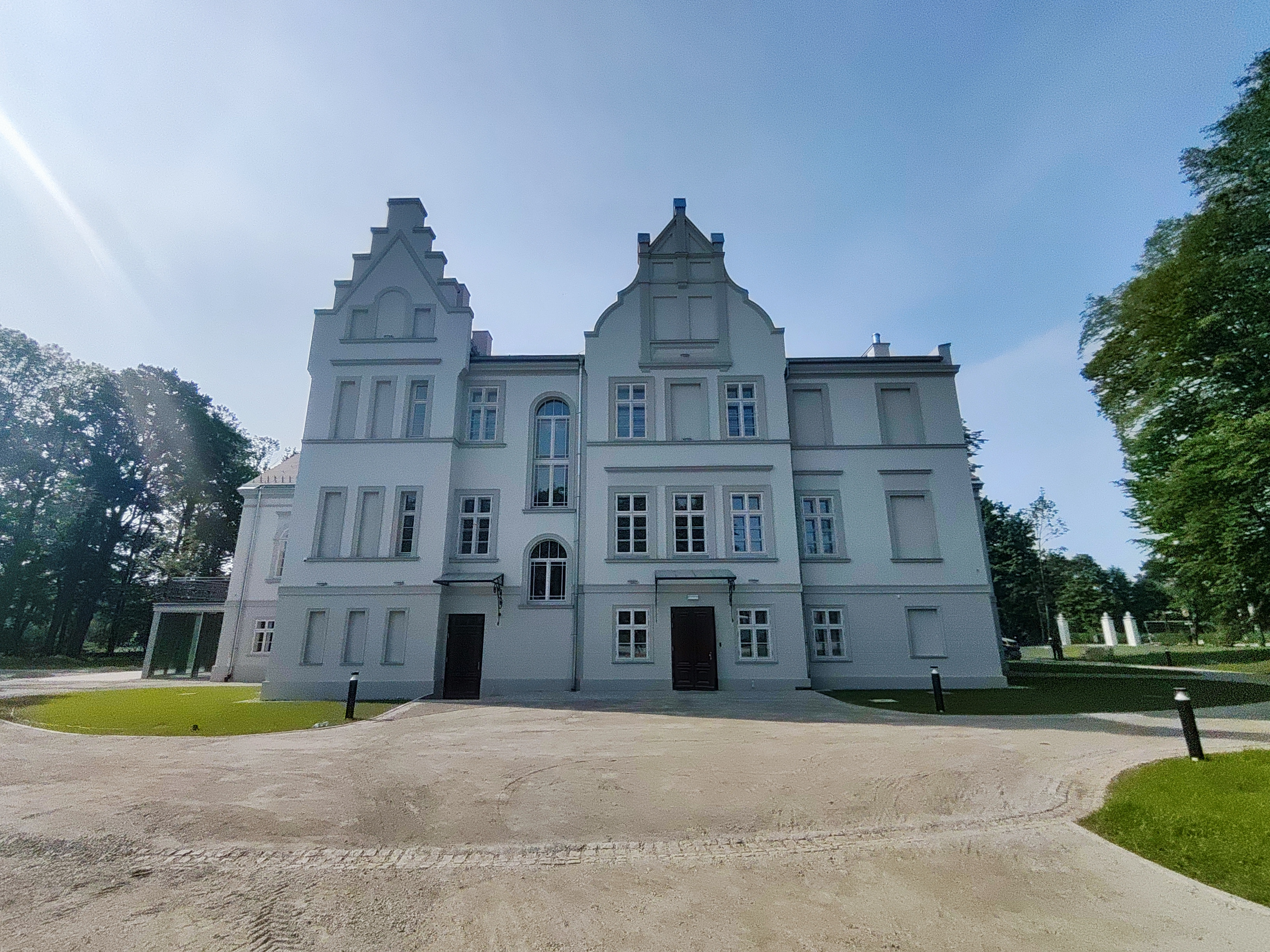
Pałac (2023)
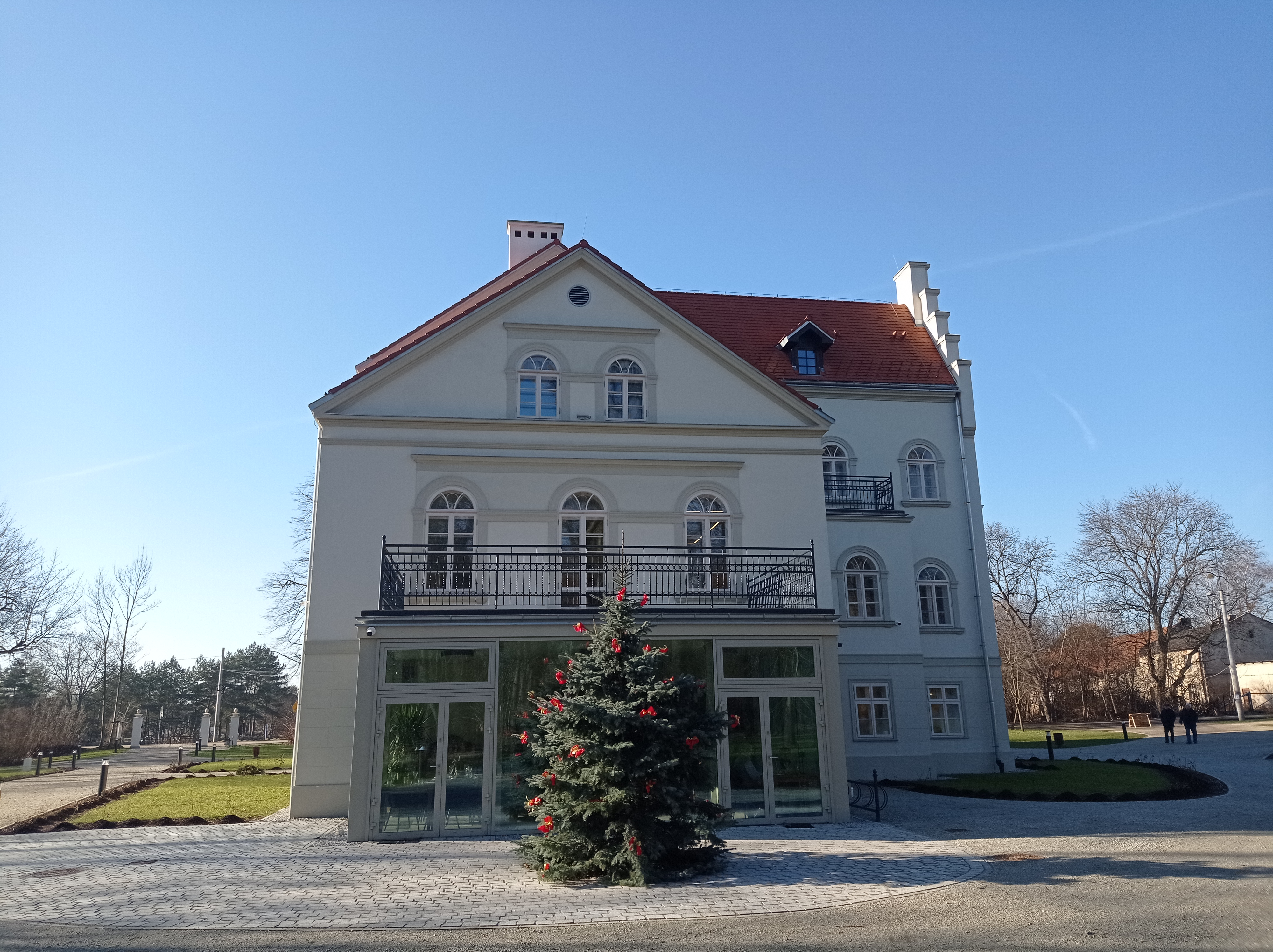
Pałac z restauracją (2024)
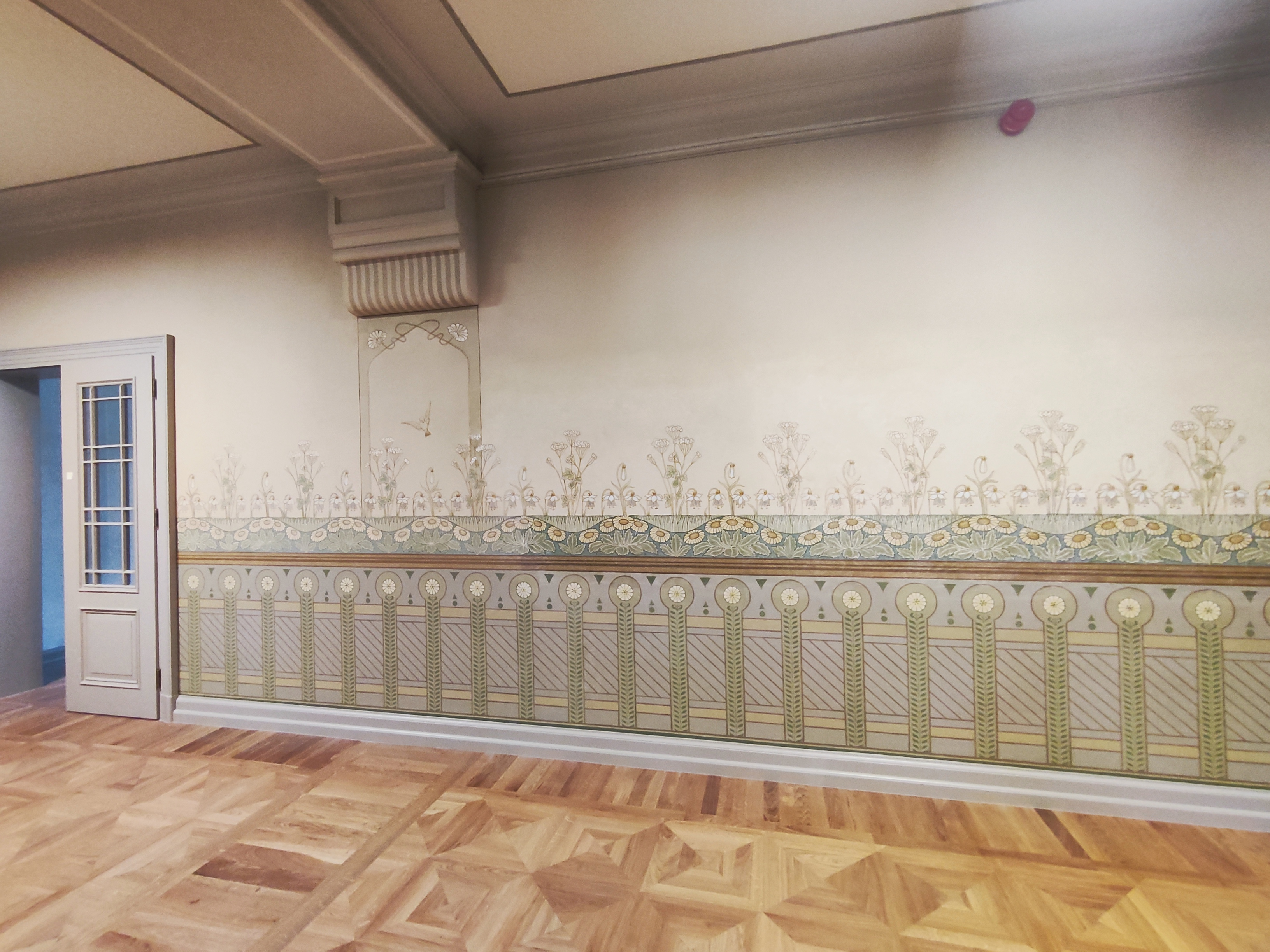
Wnętrza pałacu (2023)
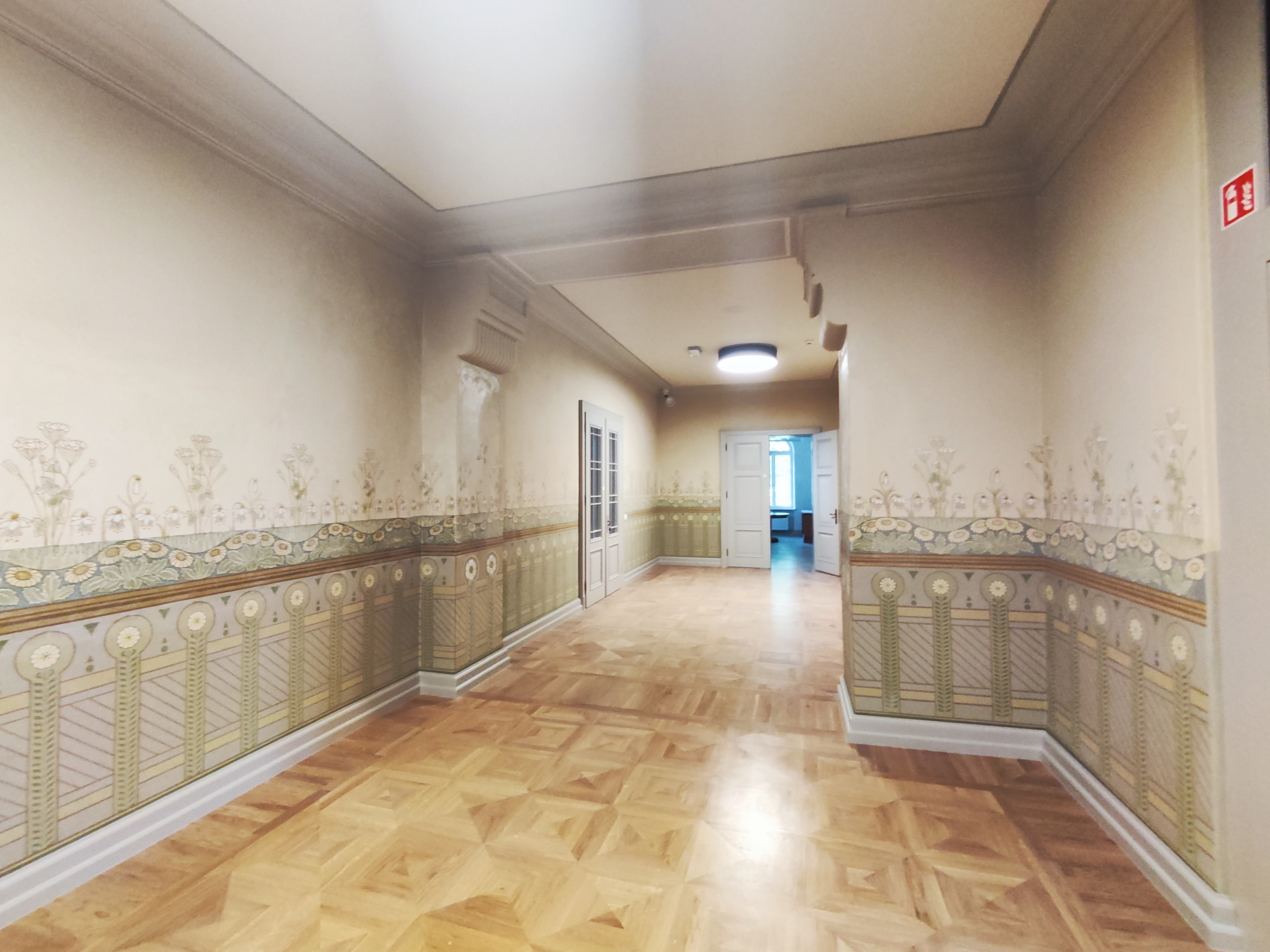
Wnętrza pałacu (2023)